# Neetzka
Neetzka ist eine Gemeinde im Osten des Landkreises Mecklenburgische Seenplatte im Südosten Mecklenburg-Vorpommerns (Deutschland). Sie wird vom Amt Woldegk mit Sitz in der gleichnamigen Stadt verwaltet.

## Geografie

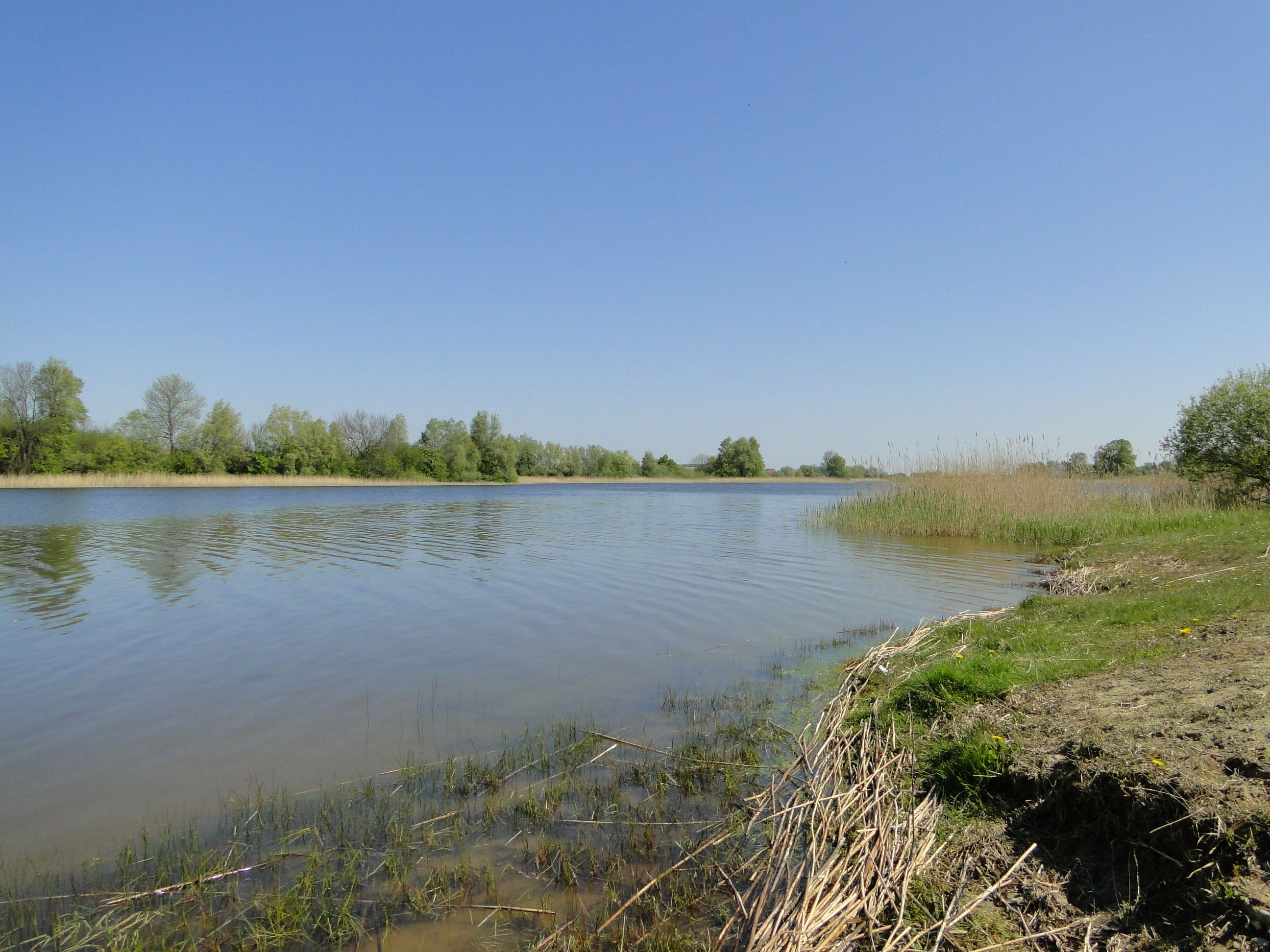
Neetzkaer See

Die Gemeinde Neetzka liegt etwa 20 Kilometer östlich von Neubrandenburg und zwölf Kilometer nordwestlich von Woldegk am Neetzkaer See. Östlich erheben sich die Helpter Berge, an deren westlichen Ausläufern die Gemeinde liegt. Die höchsten Erhebungen im Gemeindegebiet erreichen knapp unter 100 Meter, tiefster Punkt ist der Kuckuckssee im Nordosten, dessen Wasserspiegel 71 Meter über dem Meeresspiegel liegt.
Umgeben wird Neetzka von den Nachbargemeinden Kublank im Norden, Groß Miltzow im Osten, Woldegk im Südosten, Lindetal im Süden, Cölpin im Westen sowie die Wüstung Katzenhagen und Sponholz im Nordwesten.

## Geschichte
Der slawische Name des Ortes hieß Swetlinge, er ist 1276 und 1285 in Urkunden erwähnt. In den Jahren 1389 und 1404 wurde Neetzka im Zusammenhang mit der Feldmark Muggenthal als Netzke genannt – eine ebenfalls slawische Benennung mit der Bedeutung „Mulde“. Am 1. Juli 1950 wurde die bis dahin eigenständige Gemeinde Katzenhagen endgültig eingegliedert, nachdem sie vorher bereits von 1937 bis 1946 zu Neetzka gehört hatte.

## Dienstsiegel
Die Gemeinde verfügt über kein amtlich genehmigtes Hoheitszeichen, weder Wappen noch Flagge. Als Dienstsiegel wird das kleine Landessiegel mit dem Wappenbild des Landesteils Mecklenburg geführt. Es zeigt einen hersehenden Stierkopf mit abgerissenem Halsfell und Krone und der Umschrift „GEMEINDE NEETZKA“.

## Religion
Die örtliche Feldsteinkirche gehört zur Kirchengemeinde Kublank in der Propstei Neustrelitz des Kirchenkreises Mecklenburg der Evangelisch-Lutherischen Kirche in Norddeutschland. Die im 13./14. Jahrhundert erbaute Kirche besitzt eine Spitzbogenpforte, die auf eine gotische Baugeschichte des Gebäudes schließen lässt. Etwa 17 % der Bevölkerung sind evangelisch, 3 % katholisch.
Die Katholiken gehören zur Pfarrei St. Josef-St. Lukas in Neubrandenburg, Erzbistum Hamburg; die nächste Filialkirche ist Maria Mutter des Herrn in Woldegk.

## Persönlichkeiten
- Ernst Theodor Johann Brückner (1746 Neetzka – 1805 Neubrandenburg) war ein Theologe und Literat.

## Sehenswürdigkeiten
- Feldsteinkirche

In der Liste der Baudenkmale in Neetzka stehen die in der Denkmalliste des Kreises Mecklenburgische Seenplatte eingetragenen Baudenkmale.

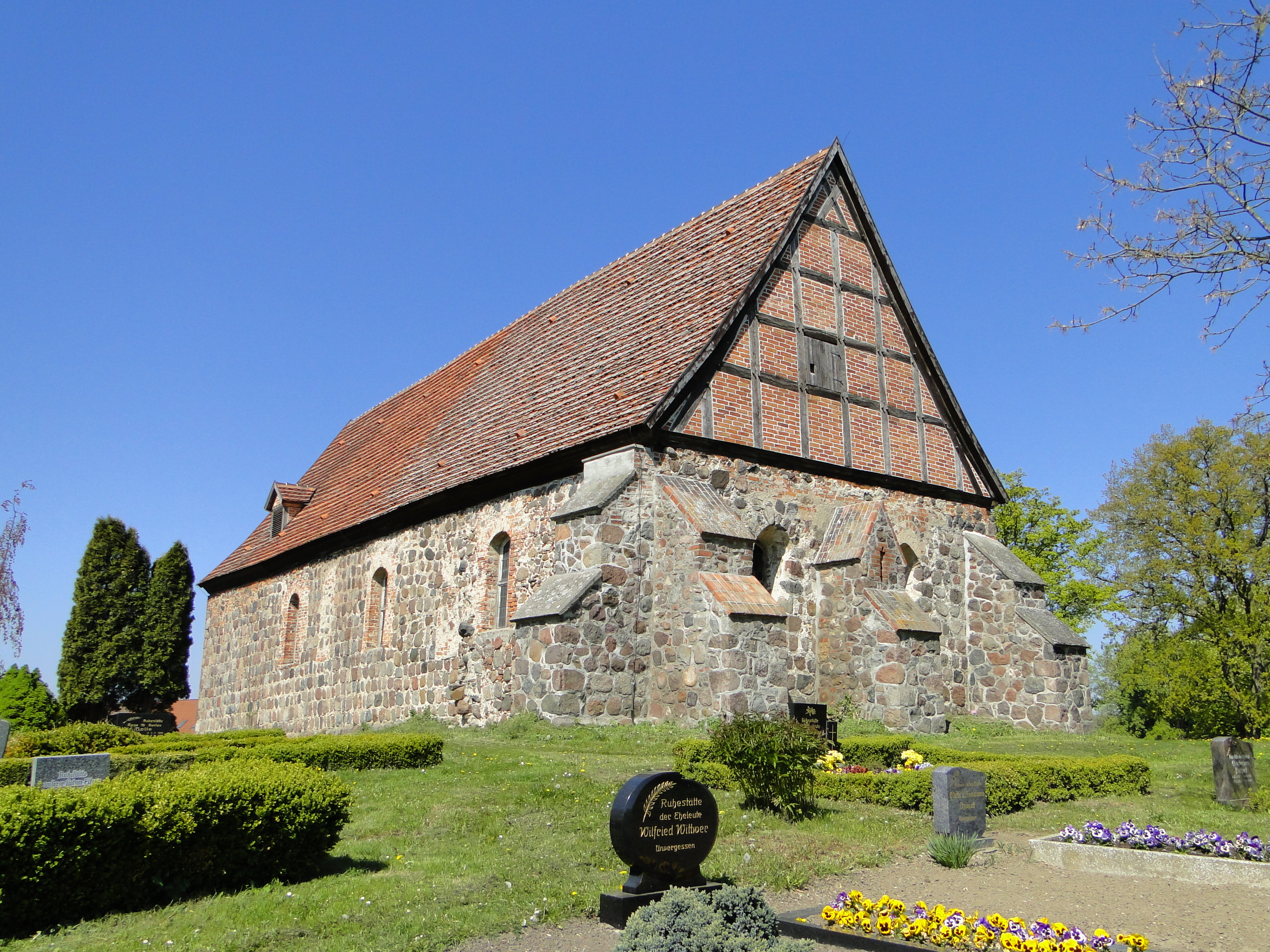
Feldsteinkirche
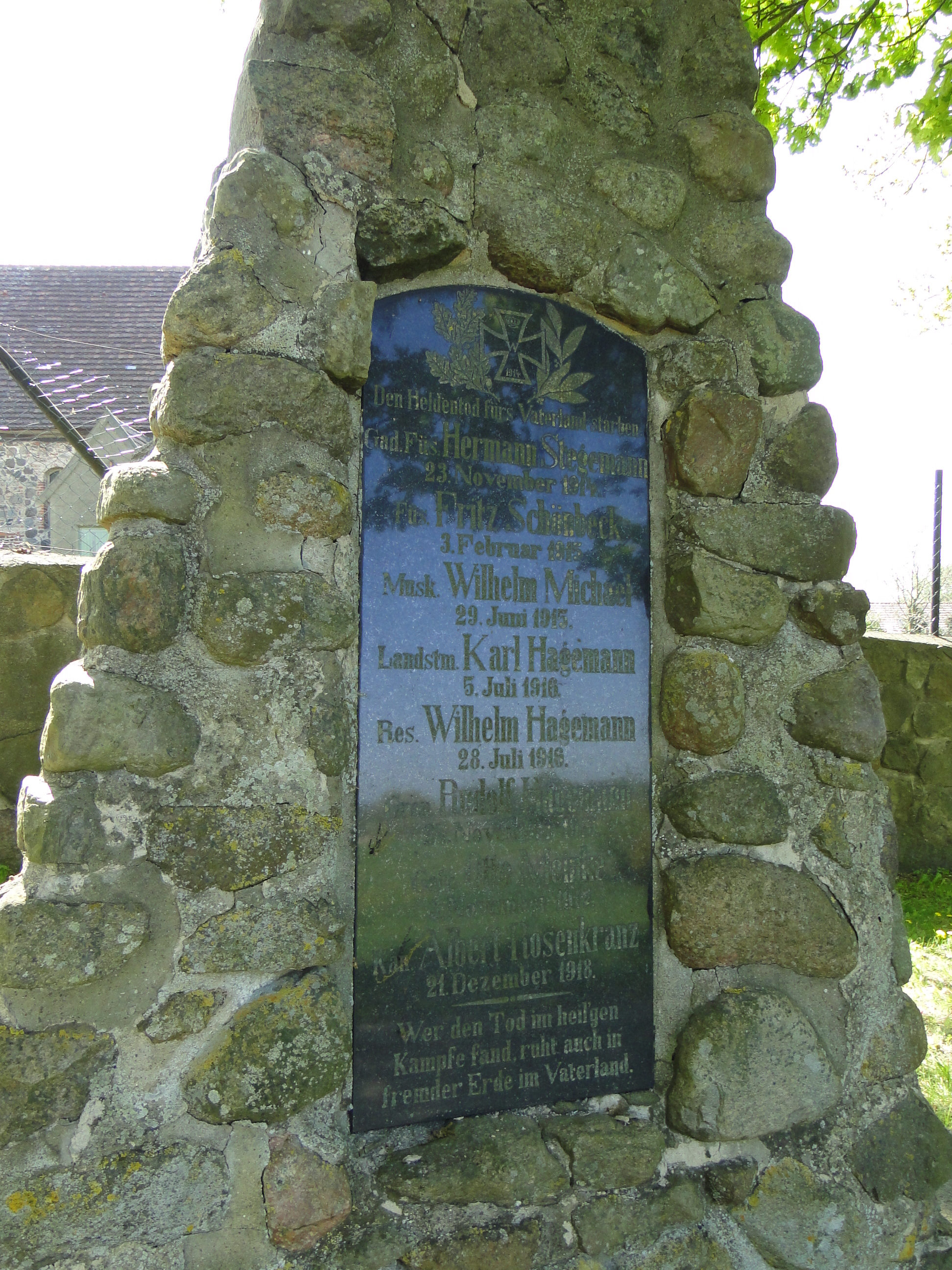
Kriegerdenkmal 1914–1918

## Verkehrsanbindung
Die Bahnstrecke Bützow–Szczecin führt durch das Gemeindegebiet und besitzt hier einen Haltepunkt, die Bundesstraße 104 verläuft südwestlich der Gemeinde. Neetzka ist über die Anschlussstelle Friedland i. M. der rund sechs Kilometer entfernten Bundesautobahn 20 zu erreichen.